# راكيل سيلفا
راكيل سيلفا (بالبرتغالية: Raquel da Silva) (30 أبريل 1978 في البرازيل - ) هي لاعبة كرة طائرة برازيلية في مركز ضارب خارجي ‏. شاركت في الألعاب الأولمبية الصيفية 2000.

## وصلات خارجية
- راكيل سيلفا على موقع أوليمبيديا (الإنجليزية)
- راكيل سيلفا على موقع اللجنة الأولمبية البرازيلية (البرتغالية)